# Vegetación de España

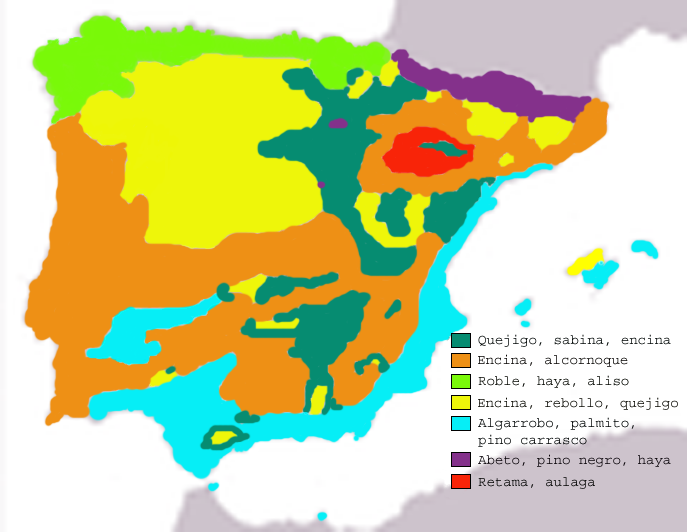
Ocupación potencial de los bosques ibéricos

La vegetación de España varía en función de factores como el relieve, el clima o la latitud, entre otros. El territorio español se reparte en diferentes regiones fitogeográficas (boreoalpina, eurosiberiana, mediterránea y macaronésica —esta última, representada en España por las Islas Canarias—), cada una con características florísticas propias resultantes en buena medida de la interacción de diferentes factores bióticos y abióticos.
Dentro del territorio europeo, España cuenta con el mayor número de especies vegetales (7.600 plantas vasculares) de todos los países europeos.
En España en 2009 se estimaba que había 17 804 millones de árboles y cada año crecen una media de 284 millones más.

## Región boreoalpina

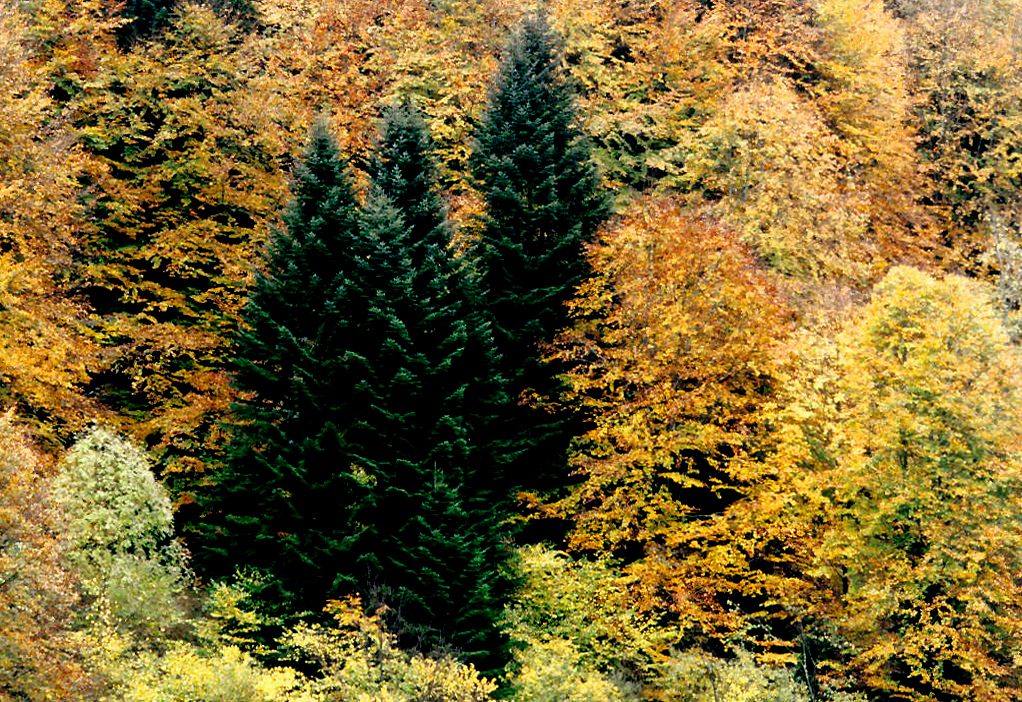
Bosque mixto de abeto y haya, presente en algunas zonas del Pirineo.

Se corresponde con la vegetación de alta montaña y está delimitada por la altitud. Está muy adaptada a las bajas temperaturas, y con mayor pluviosidad que las zonas más bajas. Hay un ciclo biológico muy reducido a causa de la nieve. Existen diferentes regiones según la altitud. Hay tres dominios.

### Montaña alpina

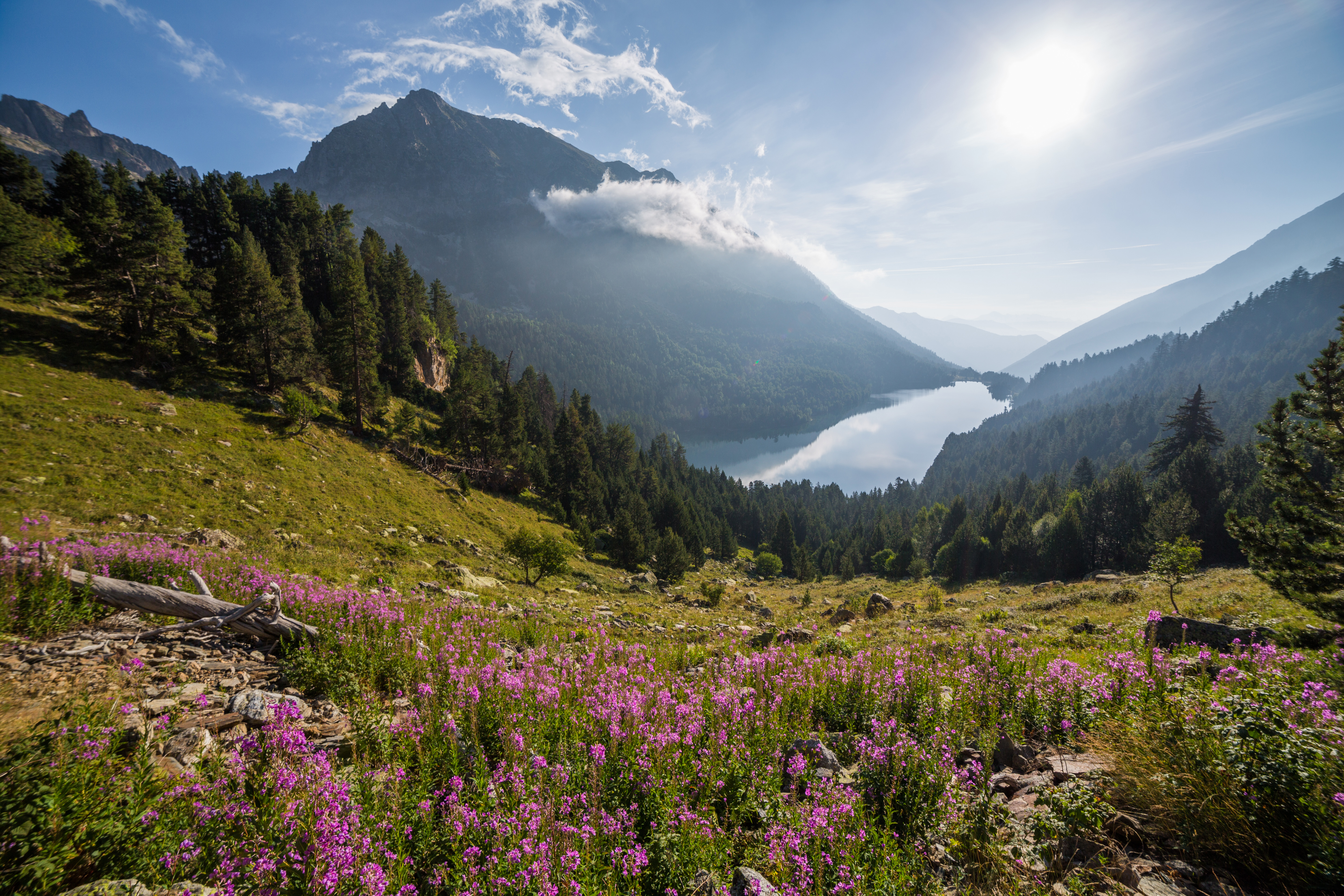
Prados alpinos sobre los pinares de Pinus uncinata en el Parque nacional de Aigüestortes y Estany de Sant Maurici.

Representada en los Pirineos a partir de los 1200-1300 m s. n. m. La vegetación forma diferentes estratos o pisos altitudinales.
En el subalpino, entre 1200 y 2400 m, el clima es bastante húmedo y da lugar a una densa vegetación, destacando las coníferas, como el abeto y el pino negro. El abeto se da en las zonas más húmedas de esta región con bosques densos, lo que propicia que el sotobosque reciba una insolación reducida y no sea muy rico. El pino negro es más pequeño y tiene un tronco grueso, la insolación es mayor. Su sotobosque asociado está formado por arándanos rododendros, gayuba y enebro. Esta vegetación, cuando los bosques de pino negro se aclaran por acción del hombre, se adensa y constituye un espeso matorral. La destrucción del mismo conduce a la formación de un prado de Festuca scoparia en terreno calizo o de Nardus stricta sobre suelo ácido. Si en el suelo existe gran abundancia de carbonatos, el sotobosque del pinar de pino negro se empobrece acusadamente.
El siguiente piso es el alpino, entre 2300 y 3000 m. La vegetación dominante la forman prados de plantas pequeñas con abundantes bulbosas, con un ciclo de vida corto, supeditado al tiempo en que se retira la nieve (6-7 meses). Según la humedad y el tipo de suelo existen otras especies botánicas.
El último piso, el piso nival, es el nivel que se encuentra a más de 3000 m de altura, se localiza en espacios concretos, sin ocupar superficies importantes en Pirineos ni en ninguna otra parte de España. Las zonas de escasa pendiente están cubiertas de nieve todo el año y la vegetación es inexistente. Donde hay pendiente, la nieve resbala y no se encuentra el suelo cubierto aparecen asociaciones de pequeñas plantas rupicolas, principalmente musgos o líquenes. En los puntos donde existe un defectuoso avenamiento, el agua de fusión de la nieve ocasiona la constitución de turberas con su característica vegetación de esfagnos y Carex.

### Montaña de transición

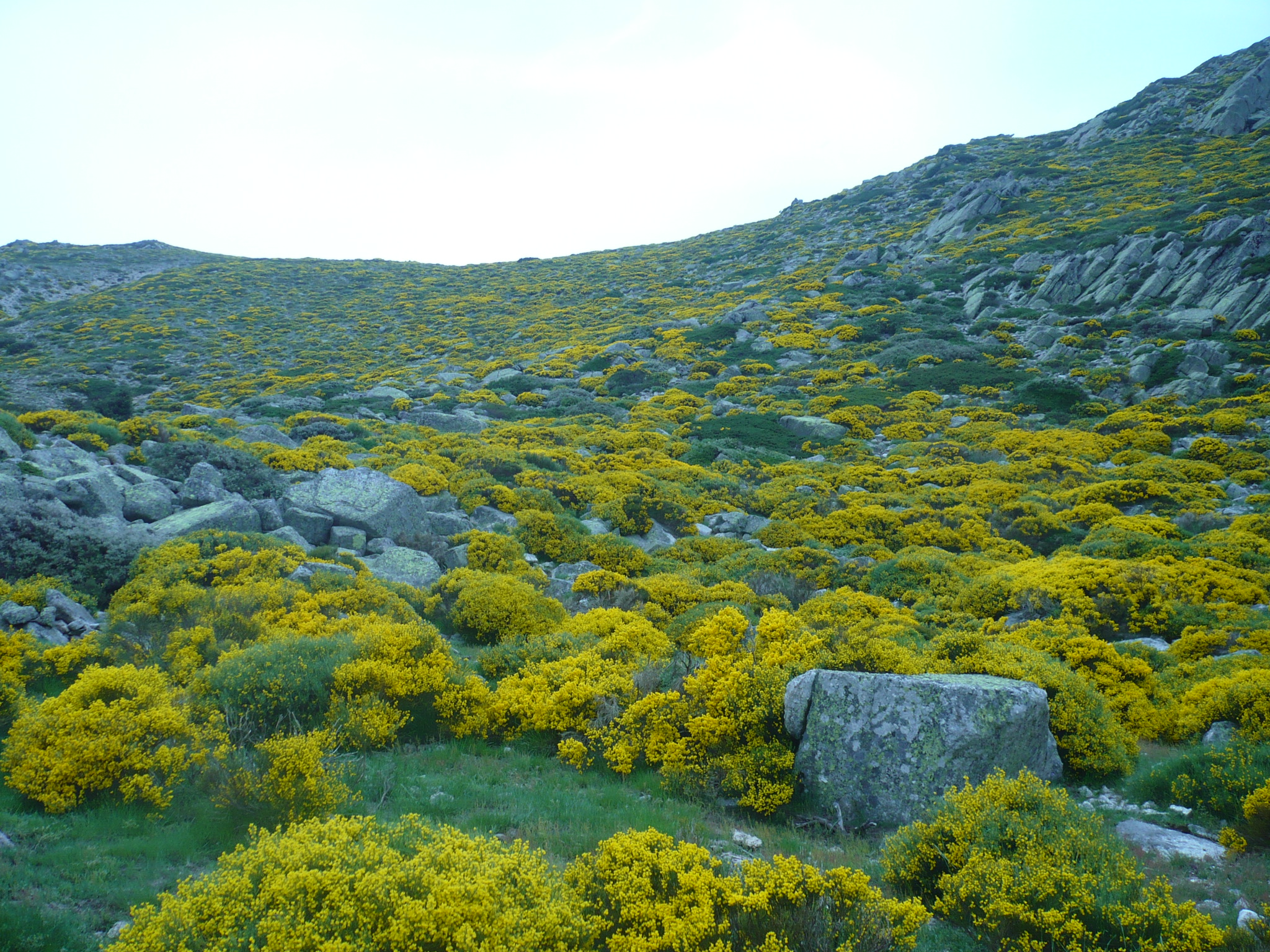
Cytisus oromediterraneus: piornal en flor en la sierra de Guadarrama

Comprende gran parte de las montañas de la Península fuera de la expansión de los Pirineos. En las Montañas de transición hacia el Atlántico solo se circunscribe a las partes más altas dentro de la cordillera Cantábrica, su vegetación es más pobre que en los Pirineos porque desaparece el piso subalpino, hay pequeños matorrales de arbustos, de porte reducido:(Juniperus communis ssp. nana), brecina (Calluna vulgaris), brezos y genistas, afines a la landa atlántica, los cuales en las mayores altitudes dejan lugar al prado alpino. Donde predomina el suelo silíceo se desarrolla la landa y en las zonas más elevadas los prados, cuando el suelo es calizo la vegetación es discontinua. En las montañas de transición al mediterráneo se da en todas las cordilleras por debajo de la Cantábrica, es decir en Sierra Morena y sistema Central. La principal característica es que existe irregularidad pluvial y estación seca y el piso subalpino no existe. Por encima del bosque caducifolio se da el matorral. En el sistema Central, a partir de los 1900-1950 m s. n. m. al desaparecer los últimos pies de pino silvestre, el enebro enano, que abunda ya junto con el pino, se hace cada vez más abundante y denso constituyendo una formación subarbustiva relativamente cerrada. Por encima se encuentran prados de diente de Nardus stricta y Festuca indigesta.
En la parte septentrional del sistema Ibérico, aún muy atlántica por su vegetación, el piso supraforestal, que se inicia también alrededor de los 1900 m, aparece en contacto con los hayedos y presenta principalmente una landa supraforestal de piorno (Cytisus scoparius) y enebro enano.

## Región eurosiberiana
Los bosques predominantes en la región eurosiberiana los hayedos, brezales y bosques mixtos. También hay abedulares.

## Región mediterránea
En los bosques mediterráneos más característicos predominan distintas especies del género Quercus como alcornocales, encinares, carrascales, encinares, quejigares de Quercus canariensis y Quercus canariensis.
En los matorrales mediterráneos predominan fabáceas como piornales o retamares y labiadas tomillares

### La montaña mediterránea
Al sur y al este de los sectores señalados son poco importantes las áreas que puedan ser consideradas como alta montaña, siendo la de mayor entidad la de Sierra Nevada. Aquí la característica climática fundamental es la existencia de un verano que puede considerarse seco. El piso montano en contacto con el supraforestal está constituido por árboles meridionales, particularmente la encina, el quejigo y en los sectores más húmedos el marojo.
El piso supraforestal propiamente dicho se inicia aproximadamente a partir de los 2000 m s. n. m. Son especialmente importantes en él las especies mediterráneas orófilas en forma de almohadilla espinosa, muchas de ellas presentes también en las altas montañas norteafricanas. Los pedregales y la roca desnuda ocupan grandes extensiones, en relación con el clima y con un intensísimo pastoreo. Solo en los fondos de valle y otros lugares de gran humedad se dan prados con plantas centroeuropeas abundantes y aún con unas pocas especies.

## Islas Canarias

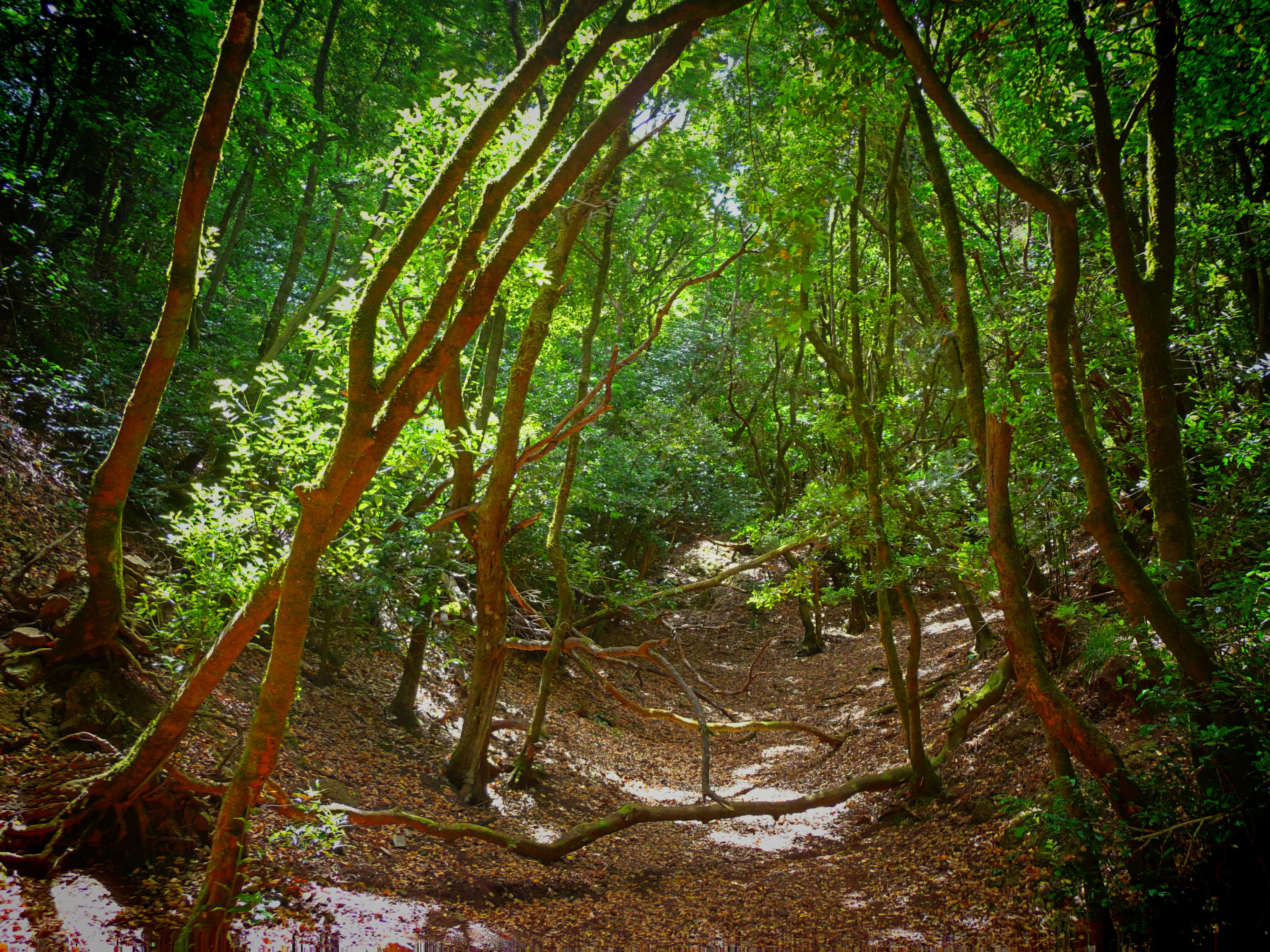
Bosque de Laurisilva, en zona húmeda de Tenerife

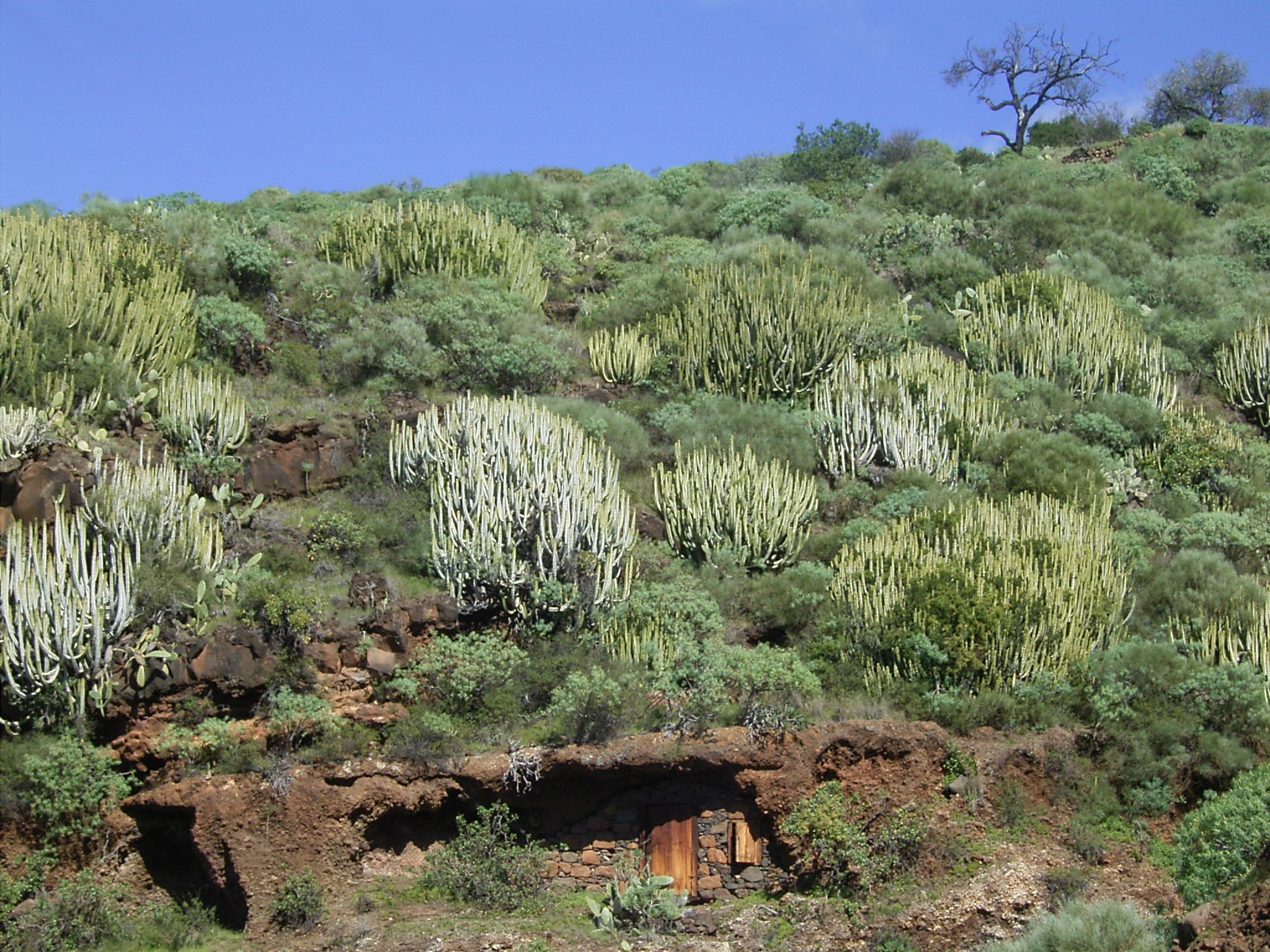
Hábitat xérico con tabaibas y cardones, Puntagorda, La Palma

El archipiélago canario forma parte de la región fitogeográfica macaronesiana, teniendo por tanto muchas especies en común con otros archipiélagos atlánticos como las Islas Azores y Madeira. Su vegetación cuenta con un alto índice de endemismos, contándose más 500 especies vegetales endémicas. Muchas son reliquias de especies ampliamente distribuidas por el Sur de Europa y Norte de África durante la Era Cenozoica o Terciaria.
La vegetación está muy influenciada por el clima tropical seco y la influencia de los vientos alisios que soplan de nordeste a sudoeste, dando lugar a ciertas zonas de humedad alta y precipitaciones relativamente elevadas. Esto da lugar a importantes contrastes en las precipitaciones en las islas de mayor relieve. La vegetación de las Canarias está condicionada por las precipitaciones, la altitud, el suelo volcánico, las temperaturas, la acción del hombre y la orientación respecto a los vientos. Hay división por pisos:
- Basal árido: donde tiene lugar la menor cantidad de lluvias con menos de 300 mm, la media de temperaturas es de 20 °C, no existen árboles y sí un matorral discontinuo de tipo xerófilo, una de las especies que predomina es el ricino[cita requerida] y la aviosa[cita requerida], también destaca la chumbera y la pita en los 400 m a barlovento y 700 a sotavento[cita requerida]
- De transición al piso montano: 100 m por encima del basal, las precipitaciones son entre 350 y 400 mm, la media de temperaturas es de 15 y 19 °C. Es un área profundamente transformada por el hombre para cultivos, en ella se conservan restos de sabinares, acebuche u olivo silvestre, palmeras y el drago.
- Piso húmedo de la vertiente septentrional de las islas centro-occidentales: desde los 500-600 hasta los 1200 m, con temperaturas medias entre 13 y 15 °C y lluvias sobre 1000 m. Está relacionado con la humedad ambiental y la existencia de un banco de nubes cuyo vapor absorben las hojas. Esto se denomina lluvia horizontal o invisible. Hay un bosque muy denso, perennifolio compuesto por especies lauráceas, la laurisilva. Se conservan buenas masas de laurisilva en la isla de la Gomera (Garajonay), Tenerife y la Palma.
- Semiseco: se desarrolla conforme la humedad va descendiendo y puede llegar hasta los 2000 m, al no existir esta humedad desaparecen las especies lauráceas y deja paso a los brezos y junto a estos, conforme hay menos humedad, aparece el pino canario y sotobosque de tomillos y jaras.
- Piso seco en altura: a partir de los 2000 m s. n. m. con más de 500 mm anuales, solo se desarrolla un matorral muy abierto, rico en flora y unas especies con desarrollo de sus raíces bastante potente, basado en la búsqueda de humedad, como la retama y la escoba. Conforme ascendemos por encima de los 2800 m la vegetación es muy residual predominando plantas en forma de pequeños matorrales.